# Pagubugan
Pagubugan is een bestuurslaag in het regentschap Cilacap van de provincie Midden-Java, Indonesië. Pagubugan telt 3141 inwoners (volkstelling 2010).